# Pablo Carcelén
Pablo Carcelén de Guevara y Lago. Cuarto miembro de la casa nobiliaria de los Marqueses de Villarrocha. Hijo de Pablo José Carcelén de Guevara y María Josefa Lago Bahamonde y La Rocha, III Marquesa de Villarrocha. Su padre era español y su madre quiteña de orígenes sevillanos. Nació en la mansión que la familia adquirió en el centro de Quito al llegar nuevamente a tierras americanas, luego de varios años de haber residido en la península ibérica; y ello lo convierte en el tercer miembro del linaje en haber nacido en el Nuevo Mundo.
El 29 de marzo de 1728 contrajo nupcias con la aristócrata quiteña María Petrona Pérez de Ubillús, con quien tuvo cinco hijos: José, Micaela, Antonia, Josefa y Mariano.
Desempeñó, entre otros, el cargo de Tesorero de la Santa Cruzada en la Real Audiencia de Quito. El título de Marqués de Villarrocha fue heredado de su madre María Josefa, y este a su vez se lo transmitió a su hijo José.

## Sucesión
| Predecesor: María Josefa Lago Bahamonde y La Rocha | Marqués de Villarrocha | Sucesor: José Carcelén de Guevara y Pérez de Ubillús |

| Predecesor: Desconocido | Tesorero de la Santa Cruzada | Sucesor: Desconocido |